# ديدييه دوبويس (منافس ألعاب قوى)
ديدييه دوبويس (بالفرنسية: Didier Dubois)‏ هو منافس ألعاب قوى فرنسي، ولد في 17 نوفمبر 1957 في مالو بينز في فرنسا.

## وصلات خارجية
- ديدييه دوبويس على موقع الاتحاد الفرنسي لألعاب القوى (الفرنسية)
- ديدييه دوبويس على موقع أوليمبيديا (الإنجليزية)